# Беренс, Евгений Андреевич (1809)
Евгений Андреевич Беренс (1809—1878) — русский адмирал (1874).

## Биография
Родился в семье совладельца Обуховского порохового завода, отставного секунд-майора Андрея Адамовича Беренса (1777—1820) и его жены Елены фон Алопеус.
В 1826 году окончил Морской кадетский корпус с производством в чин мичмана и в следующем году на фрегате «Меркурий» совершил переход из Кронштадта до Портсмута и обратно. В 1828—1830 годах на транспорте «Кроткий» под командованием капитан-лейтенанта Л. А. Гагемейстера совершил кругосветное плавание с заходом на Камчатку. По возвращении был произведён в чин лейтенанта.
В 1831 году на 44-пушечном фрегате «Ольга» под командованием П. Н. Лугвенева плавал от Кронштадта до Данцига, в 1833 году на 74-пушечном корабле «Великий князь Михаил» под командованием капитана 1-го ранга М. Н. Станюковича крейсировал в Черном море. В 1834—1836 годах на транспорте «Америка» под командованием капитан-лейтенанта И. И. фон Шанца совершил второе кругосветное плавание. По возвращении на родину произведён в чин капитан-лейтенанта и назначен командиром транспорта «Америка», командуя которым совершил плавание из Кронштадта в Стокгольм и обратно.
В 1837 году поступил на службу в Русско-Американскую компанию и в 1837—1839 годах, командуя судном «Николай» совершил плавание из Кронштадта в Ново-Архангельск и обратно. В кампанию 1840 года командовал корветом «Наварин» и был награждён орденом Святого Станислава 3-й степени. В следующем году командовал 44-пушечным фрегатом «Цесаревна» при проводке от Петербурга до Кронштадта. В 1842—1844 годах командовал 44-пушечным фрегатом «Мельпомена» и кораблем «Лейпциг». В 1844 году был награждён орденом Святой Анны 3-й степени.
В 1845 году командовал 3-м батальоном гребной флотилии на Кронштадтском рейде и в следующем году был произведен в чин капитана 2-го ранга и назначен командиром корабля «Святой Андрей», командуя которым совершил кампании 1846—1853 годов. В 1848 году был произведен в чин капитана 1-го ранга, в 1850 году награждён орденом Святой Анны 2-й степени, а в 1852 году — орденами Святого Георгия 4-й степени («за беспорочную выслугу, в офицерских чинах, 18-ти шестимесячных морских кампаний») и Святого Владимира 4-й степени.
Во время Крымской войны командуя 72-пушечным винтовым кораблем «Константин» участвовал в обороне Кронштадта от нападения англо-французского флота.
В 1855 году был произведен в чин контр-адмирала с назначением командиром 3-й бригады 1-й флотской дивизии и в 1856—1857 годах командовал эскадрой в Средиземном море. 15 апреля 1856 года был награждён орденом Святого Владимира 3-й степени, а в 1858 году — орденом Святого Станислава 1-й степени. В 1857 году пожалован португальским орденом Башни и меча командорского креста и итальянским орденом Св. Маврикия и Лазаря командорского креста. В 1859 году в должности помощника начальника практического отряда плавал в Балтийском море и был награждён орденом Святой Анны 1-й степени. После реорганизации структуры Балтийского флота был назначен младшим флагманом и в 1861 году командовал отрядом винтовых кораблей в Балтийском море. В 1862 году исполнял обязанности главного командира Кронштадтского порта и кронштадтского военного губернатора. В следующем году был назначен старшим флагманом Балтийского флота и помощником главного командира Кронштадтского порта. 1 января 1864 года был произведён за отличие в чин вице-адмирала, а в следующем году награждён орденом Святого Владимира 2-й степени. В 1866 году назначен членом Адмиралтейств-совета. В 1870 году награждён орденом Белого орла и 1 января 1874 года произведен в чин адмирала.
Похоронен на Новодевичьем кладбище

## Семья
- Жена Елизавета-Каролина Шефнер (18 декабря 1828 года — 5 мая 1893 года).
- Дети:
  - Евгений (3 июня 1850 года — 19 марта 1884 года) — товарищ прокурора Тифлисского окружного суда;
  - Мария (21 июня 1847 — ?) — была замужем за Ставропольским предводителем дворянства Сергеем Александровичем Бутаковым